# 13063 Purifoy
13063 Purifoy este un asteroid din centura principală de asteroizi.

## Descriere
13063 Purifoy este un asteroid din centura principală de asteroizi. A fost descoperit pe 5 iunie 1991 la Kitt Peak National Observatory în cadrul proiectului Spacewatch. El prezintă o orbită caracterizată de o semiaxă mare de 2,23 ua, o excentricitate de 0,20 și o înclinație de 4,8° în raport cu ecliptica.